# Kanonierki rzeczne typu Cartagena
Kanonierki rzeczne typu Cartagena – kolumbijskie kanonierki rzeczne z lat 30. XX wieku. Trzy okręty tego typu zostały zwodowane w brytyjskiej stoczni Yarrow Shipbuilders w Glasgow w 1930 roku, a do służby w Marynarce Kolumbii przyjęto je w 1931 roku. Okręty, modernizowane podczas II wojny światowej i w latach 60. XX wieku, zostały skreślone z listy floty w latach 1962–1987. „Cartagena” została zachowana jako okręt-muzeum w bazie Puerto Leguízamo, położonej nad Putumayo.

## Projekt i budowa
Kanonierki rzeczne typu Cartagena zostały zaprojektowane w brytyjskiej stoczni Yarrow Shipbuilders, zamówione przez Marynarkę Kolumbii na mocy kontraktu zawartego 31 sierpnia 1929 roku. Koszt budowy pojedynczego okrętu oszacowano na 195 000 $. Okręty zostały zwodowane w Glasgow w pierwszej połowie 1930 roku.
| Okręt                      | Stocznia            | Wodowanie        | Wejście do służby |
| -------------------------- | ------------------- | ---------------- | ----------------- |
| ARC „Cartagena” (CF-33)    | Yarrow Shipbuilders | 26 marca 1930    | 1931              |
| ARC „Santa Marta” (CF-32)  | Yarrow Shipbuilders | 16 kwietnia 1930 | 1931              |
| ARC „Barranquilla” (CF-31) | Yarrow Shipbuilders | 10 maja 1930     | 1931              |

## Dane taktyczno–techniczne
Okręty były średniej wielkości kanonierkami rzecznymi o długości całkowitej 41,83 metra (39,62 m między pionami), szerokości 7,16 metra i zanurzeniu 0,84 metra. Kadłub wykonano ze stali galwanizowanej. Wyporność standardowa wynosiła 142 tony. Okręty napędzane były przez dwa silniki średnioprężne Gardner o łącznej mocy 600 koni mechanicznych (KM) przy 290 obr./min. Umieszczone w tunelach dwie śruby pozwalały osiągnąć prędkość 15,5 węzła. Okręty zabierały 24 tony oleju napędowego, co zapewniało zasięg maksymalny 2100 mil morskich przy prędkości 15 węzłów.
Uzbrojenie kanonierek stanowiło pojedyncze działo kal. 76 mm (3 cale) QF EOC N L/40 oraz cztery pojedyncze karabiny maszynowe kal. 7,7 mm.
Maszynownia, nadbudówka i magazyny amunicyjne chronione były pancerzem odpornym na pociski karabinowe.
Załoga pojedynczego okrętu składała się z 12 oficerów, podoficerów i marynarzy.

## Przebieg służby
Przeznaczone do służby rzecznej okręty udały się w transatlantycki rejs do Kolumbii z brytyjskimi załogami stoczniowymi, zawijając do Magdaleny po 24-dniowej podróży, z zaledwie jednym punktem etapowym w Saint Vincent. Do służby okręty zostały przyjęte w 1931 roku. „Barranquilla” pełniła ją na rzece Magdalenie, a „Cartagena” i „Santa Marta” na Amazonce i Putumayo.
W latach 1942–1945 dokonano wzmocnienia uzbrojenia przeciwlotniczego wszystkich okrętów, montując pojedyncze działko Oerlikon 20 mm Mark 4 L/70. Kolejnej modernizacji uzbrojenia dokonano w latach 60., montując w miejsce działka 20 mm jedno działko Bofors Mark 3 L/60.
Okręty zostały skreślone z listy floty po wieloletniej służbie: „Santa Marta” w grudniu 1962 roku, „Barranquilla” w 1970 roku, a „Cartagena” w 1987 roku. Ta ostatnia jednostka została zachowana w bazie Puerto Leguízamo (0°12′S 74°47′W/-0,203033 -74,777025), położonej nad Putumayo, jako okręt-muzeum.